# ヘキスト (化学メーカー)
ヘキスト (Hoechst AG) はかつてドイツに本拠を置いた総合化学企業で、世界有数の製薬会社でもあった。　
1863年、ヘーヒスト（Höchst, 現在フランクフルト市内の地区）に染料会社として設立され、後に地名にちなんで"Farbwerke Hoechst AG"（「ヘキスト染料会社」の意、国外事業のためにつづりを変えた）の名を用いた。
1910年、世界で最初の梅毒に対する特効薬である砒素化合物製剤をサルバルサン(ラテン語でSalvareは「救う」の意味)と名付け製造販売した。
1925年、他の多数の化学企業と合同してIG・ファルベンとなったが、1951年に解体され、ヘキストはフランクフルトに再設立された。
1968年からフランス第二位の製薬会社ルーセル・ユクラフとの資本提携が進み、1970年にそれが一段落した。ヘキストが43％、ルーセルが過半数を出資するCie. Financiére Chimio が、19世紀から営業するSociété centrale de dynamite を68.61％支配する体制ができたのである。このダイナマイト中央会社はルーセル・ユクラフの過半数を支配するだけでなく、サヴォワにあるNobel-Bozel の44％を保有した。
1987年、アメリカ子会社がアメリカの化学企業セラニーズと合併し、ヘキスト・セラニーズとなった。
1995年にはヘキスト・セラニーズがさらにアメリカの化学企業マリオン・メレル・ダウと合併してヘキスト・マリオン・ルセルとなり、巨大製薬企業としてヘキストグループの中核となった。1997年、ルーセル・ユクラフを買収した。1999年、ヘキストはローヌ・プーランと合併してアベンティスとなった。これに伴い、ヘキストの化学事業の多くが分離され、再びセラニーズとして独立した。アベンティスはさらに2004年合併によりサノフィ・アベンティスとなった。